# Johannes Messchaert

Portretschilderij in olieverf door Jan Veth, 1903

Johannes Martinus Messchaert (Hoorn, 22 augustus 1857 - Küssnacht am Rigi, 10 september 1922) was een Nederlandse concert-, lied- en operazanger met het stemtype bas-bariton, en zangpedagoog.

## Leven en werk

### Familie
Johannes Messchaert, ook Johan genoemd, was de zoon van het doopsgezinde echtpaar Pieter Messchaert (winkelier in gereedschappen en ijzerwaren) en Maria Schouman.
Hij trouwde op 30 juli 1885 met Johanna Jacoba Alma (Amsterdam, 27 december 1859 - Zürich, circa 16 augustus 1935), die zijn leerling was geweest en zelf een korte zangersloopbaan had als sopraan. Zo zong zij in 1885 bij de Brederofeesten in Felix Meritis in Amsterdam. Zij hadden twee dochters, de tweeling Maria ('Mieke', 1886-1950) en Elisabeth ('Elsje', 1886-1946).

### Studie
Zijn ouders hadden belangstelling voor muziek en kunst en lieten hun zoon al vroeg vioolles nemen. Toch eisten zij dat hij een "echt vak" ging leren. Na een mislukte hbs-periode (1871-73) werd hij naar Arnhem gestuurd om zich tot boomkweker te laten opleiden. Hij kwam in de kost bij een - ook uit Hoorn afkomstige - violist, die zijn muzikale talent herkende. Op diens aanraden vestigde hij zich in Keulen, waar hij les kreeg van de tenor Carl Schneider. Na anderhalf jaar zette hij zijn studies voort in Frankfurt am Main bij Ferdinand Hiller, Joachim Raff en Julius Stockhausen. Na zijn onvoorbereide concertdebuut als invaller in het oratorium Elias van Mendelssohn werd hij al snel een veelgevraagd solist. Omdat hij zich in opera wilde bekwamen studeerde hij verder in München aan de Königliche Bayerische Musikschule, bij onder meer Carl Brüllot (regie) en Hermann von Schmidt (zang).

### Zangcarrière

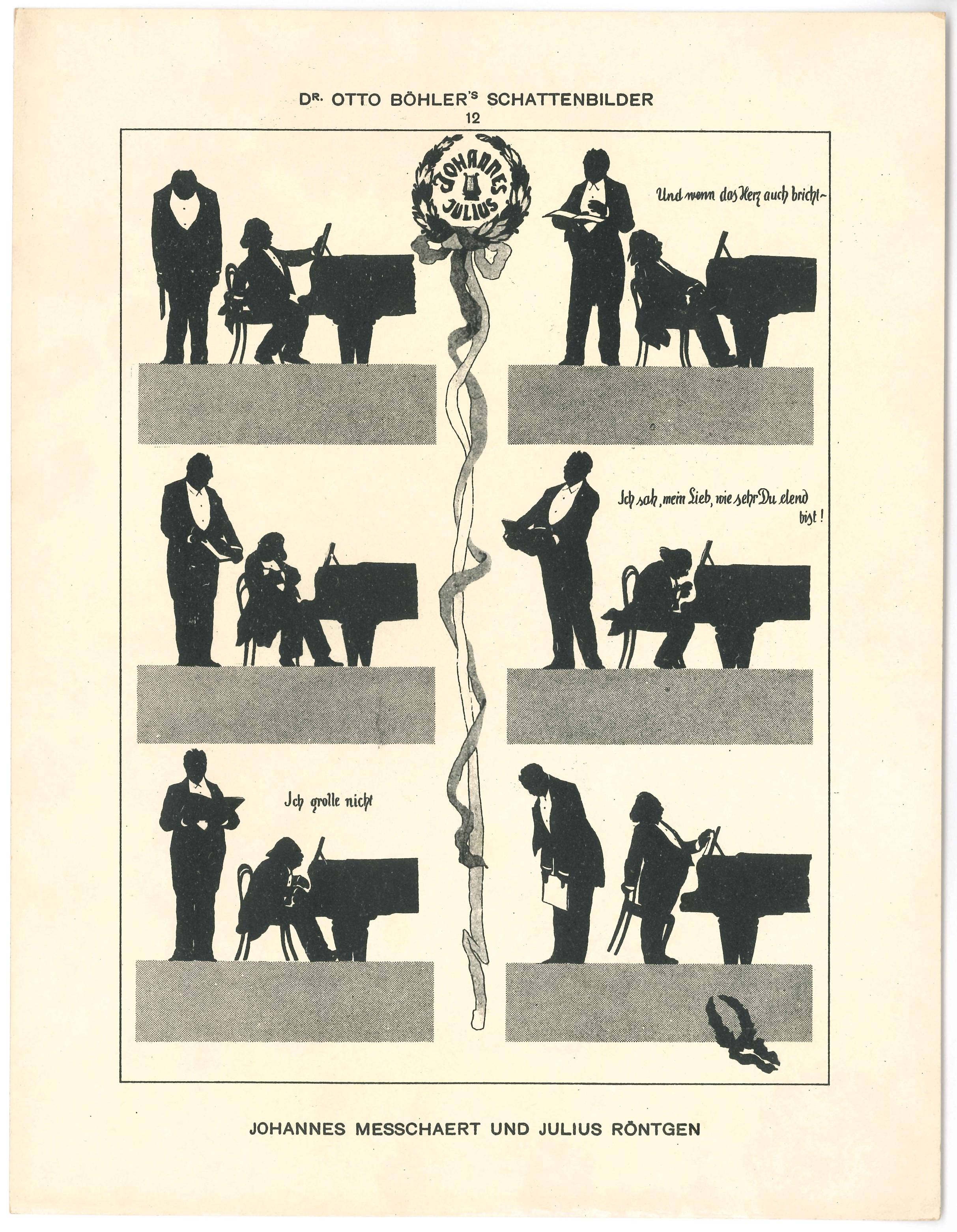
Messchaert met Julius Röntgen op piano - (silhouettekening door Otto Böhler)

In 1881 had hij zijn studies voltooid. Hij kwam terug naar Nederland op aanraden van Daniël de Lange, die hem als solist engageerde bij de concerten van zijn koor in Amsterdam. Door zijn vertolkingen van aria's van Händel en Balladen van Loewe - met Julius Röntgen aan de piano - werd hij onmiddellijk als een zeer uitzonderlijk zanger erkend.
Samen met De Lange, Röntgen en Frans Coenen behoorde Messchaert in 1883-84 tot de oprichters en eerste docenten van het Amsterdamsch Conservatorium. Ook gaf hij les aan de muziekschool van de Maatschappij tot Bevordering der Toonkunst in Amsterdam. Zijn concertcarrière nam een hoge vlucht in binnen- en buitenland en samen met Röntgen ondernam hij vele tournees. Hun repertoire was uitgebreid en gevarieerd, maar hij had een voorkeur voor vroeg- en hoogromantische liederen, vooral die van Schubert en Loewe, maar ook Beethoven (An die ferne Geliebte), Schumann (Dichterliebe) en later Hugo Wolf. Ook met Mahler en Richard Strauss trad hij op en door Röntgen raakte hij bevriend met Grieg en Brahms. Naast Röntgen, met wie hij tot 1916 een hecht duo vormde, heeft omstreeks 1898-99 ook de jonge Kor Kuiler hem begeleid.
In vele uitvoeringen door Willem Mengelberg van Bachs Matthäus-Passion in het Amsterdamse Concertgebouw zong Messchaert de Christuspartij. Hij trad van 1889 tot 1917 meer dan honderd keer op met het Concertgebouworkest onder de dirigenten Daniël de Lange en Richard Hol, maar het meest onder Mengelberg. Bijzonder was een concertavond op 13 februari 1897 met alleen werken van Edvard Grieg onder leiding van de componist. Hij gold ook als een "zanger's zanger": bij optredens in het buitenland zat de zaal vol met niet alleen liefhebbers, maar ook zangers en zangpedagogen die er op gebrand waren van hem iets te leren. Vooral zijn mezza voce (met "half volume" zingen) werd als ongeëvenaard en zeer ontroerend ervaren.
Messchaerts operacarrière is beperkt gebleven tot enkele rollen: Rocco in Fidelio van Beethoven (1895) en König Heinrich in Lohengrin van Wagner, beide bij de Nederlandsche Opera-Vereeniging, en enkele concertante opera's voor de Nederlandsche Wagner-Vereeniging.
Tot zijn studenten aan het Amsterdamsch Conservatorium behoorden Aaltje Reddingius, Alphons Diepenbrock en Catharina van Rennes. Hij richtte in 1896 ook het Amsterdams Vocaal Kwartet op met Aaltje Noordewier-Reddingius (sopraan), Cato Loman (alt) en Johan Rogmans (tenor).

### Einde
Messchaert vestigde zich in 1900 om gezondheidsredenen in Wiesbaden. Later verhuisde hij naar Berlijn, Frankfurt am Main en opnieuw Berlijn. In 1907 kreeg hij van de Pruisische regering de titel Professor, maar de combinatie van lesgeven en optreden viel hem te zwaar. In 1909 trok hij zich terug in München. Zijn stem liet het steeds vaker afweten. Op 1 april 1917, bij zijn 40-jarig jubileum, nam hij afscheid van het concertpodium door voor het laatst in Mengelbergs Amsterdamse Matthäus-Passion te zingen. Hij trok zich terug met zijn gezin en verhuisde in 1919 naar Zürich. Hij stierf op 65-jarige leeftijd aan complicaties na een operatie wegens blindedarmontsteking.
Doordat van zijn stem nooit fonograafopnamen zijn gemaakt, omdat hij dat niet wilde, is van zijn stem en zangkunst niets vastgelegd. Toch heeft Messchaert nog steeds de reputatie een van de grootste zangers te zijn geweest die Nederland heeft voortgebracht.

## Postuum

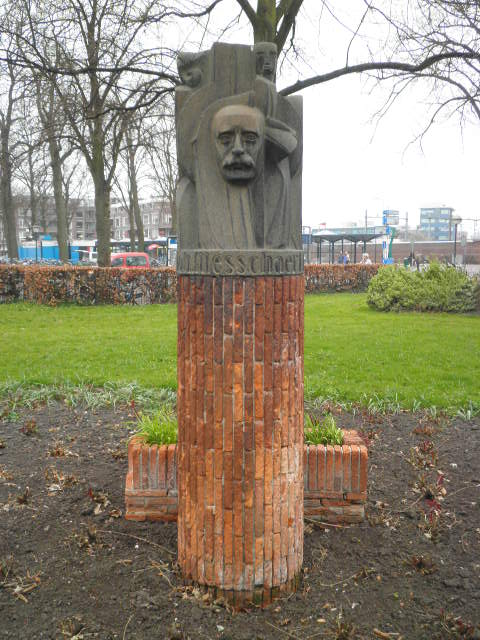
Buste van Johannes Messchaert aan de Noorderstraat in Hoorn

- In het Amsterdamse Concertgebouw hangt een portret van Messchaert in olieverf. Dit werd geschilderd in 1903 door Jan Veth en toen aangeboden aan het Rijksmuseum, dat het in bruikleen doorgaf aan het Concertgebouw.
- In het plantsoen aan de Noorderstraat in zijn geboorteplaats Hoorn staat sinds 1935 een borstbeeld van Messchaert, uit steen gehouwen door de Belgische beeldhouwer Jozef Cantré.[2]
- In Hoorn, Amsterdam en Den Haag zijn straten naar Messchaert genoemd.
- Het Archief J.M. Messchaert bevindt zich in het Westfries Museum te Hoorn.
- in 2008 werd het voormalige woonhuis van het echtpaar aan de Vondelstraat 51 te Amsterdam (Huize Johanna) tot gemeentelijk monument verklaard

- Biografisch Portaal: 72056149
- Gemeinsame Normdatei: 116913967
- International Standard Name Identifier: 0000 0001 1060 2679
- Library of Congress Control Number: no94005439
- Nationale Bibliotheek van Tsjechië: mzk2011621382
- Nationale Bibliotheek van Israël: 987007403037105171
- Nederlandse Thesaurus van Auteursnamen: 074368524
- SNAC: w6qz2pg9
- Virtual International Authority File: 45066545
- WorldCat: E39PBJk9344PX8x8HKYTjFfjG3